# Cuarte de Huerva
Cuarte de Huerva ist eine Kleinstadt und Hauptort einer Gemeinde (municipio) mit 15.112 Einwohnern (Stand: 2024) in der spanischen Provinz Saragossa der Autonomen Gemeinschaft Aragonien. 

## Lage und Klima
Cuarte de Huerva liegt am Huerva etwa fünf Kilometer (Luftlinie) südwestlich der Provinzhauptstadt Saragossa in einer Höhe von ca. 300 m. Es handelt sich um eine Schlafstadt für die nahe Großstadt, die erst in den vergangenen 25 Jahren expandiert ist. Das Klima ist gemäßigt; Regen (ca. 360 mm/Jahr) fällt mit Ausnahme der eher trockenen Sommermonate übers Jahr verteilt.
Durch die Gemeinde führt die Autovía A-23.

## Bevölkerungsentwicklung
| 1900 | 1910 | 1920 | 1930 | 1940 | 1950 | 1960 | 1970 | 1981  | 1991  | 2001  | 2008  | 2009  | 2010  | 2011   | 2019   |
| ---- | ---- | ---- | ---- | ---- | ---- | ---- | ---- | ----- | ----- | ----- | ----- | ----- | ----- | ------ | ------ |
| 275  | 298  | 295  | 271  | 322  | 386  | 491  | 744  | 1.148 | 1.353 | 1.922 | 6.404 | 7.687 | 8.658 | 10.209 | 13.303 |

Die Bevölkerung war in den Jahren des 19. und 20. Jahrhunderts weitgehend stabil und erlebte erst ab den 1990er Jahren einen erheblichen Anstieg.

## Wirtschaft
Jahrhundertelang lebten die Bewohner des Ortes direkt oder indirekt als Selbstversorger. Ende des 20. Jahrhunderts wurde Cuarte de Huerva zu einer Siedlung für Pendler nach Saragossa. Zwischenzeitlich wurde durch die Ansiedlung von Gewerbegebieten auch Verkehr in die Stadt eröffnet.

## Sehenswürdigkeiten

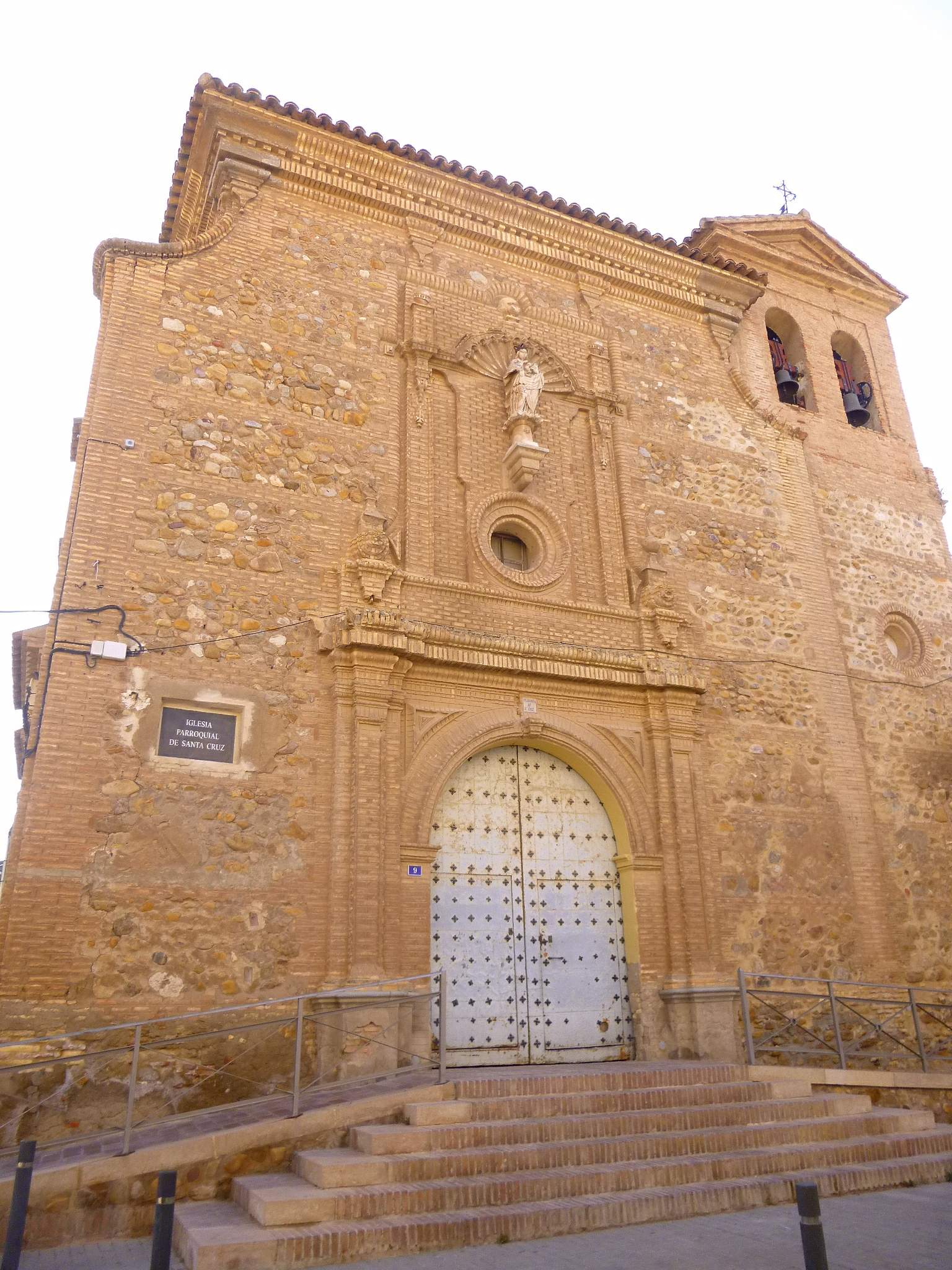
Kirche Santa Cruz y Santa Fe

- Kirche Santa Cruz y Santa Fe